# Matthew Birir
Matthew Birir (* 2. července 1972) je keňský atlet, olympijský vítěz na trati 3000 metrů překážek.
V osmnácti letech se stal juniorským mistrem světa v běhu na 3000 metrů překážek. Jeho životním úspěchrm bylo vítězství v této disciplíně na olympiádě v Barceloně v roce 1992. Na další olympiádě v Atlantě o čtyři roky později doběhl ve finále na této trati čtvrtý. Jeho osobní rekord je 8:08,12 z roku 1995.